# Juan Rodríguez Vega
Pour les articles homonymes, voir Juan Rodriguez, Rodriguez et Véga (homonymie).
Juan Carlos Rodríguez Vega (né le 16 janvier 1944 à Santiago du Chili et mort le 1er septembre 2021) est un footballeur international chilien qui évoluait au poste de défenseur, avant de devenir ensuite entraîneur.

## Biographie

### Carrière de joueur

#### Carrière en club
Juan Rodríguez joue en faveur de l'Universidad de Chile, puis de l'Unión Española, et enfin du club mexicain de l'Atlético Español.
Il joue un total de 209 matchs au sein du championnat du Chili entre 1963 et 1971, inscrivant un but.
Il remporte quatre titres de champion du Chili avec l'Universidad de Chile.

#### Carrière en équipe nationale
Avec l'équipe du Chili, il joue 21 matchs, sans inscrire de but, entre 1968 et 1974. 
Il figure dans le groupe des sélectionnés lors de la Coupe du monde de 1974, puis lors de la Copa América de 1975. Lors du mondial organisé en Allemagne, il joue un match contre la RFA.

## Palmarès
| Universidad de Chile - Championnat du Chili (4) : - Champion : 1964, 1965, 1967 et 1969. - Vice-champion : 1963. |  | Unión Española - Championnat du Chili : - Vice-champion : 1970. |